# 清住コスモス園
清住コスモス畑（きよずみコスモスばたけ）は兵庫県丹波市氷上町清住にあるコスモス畑である。

## 概要

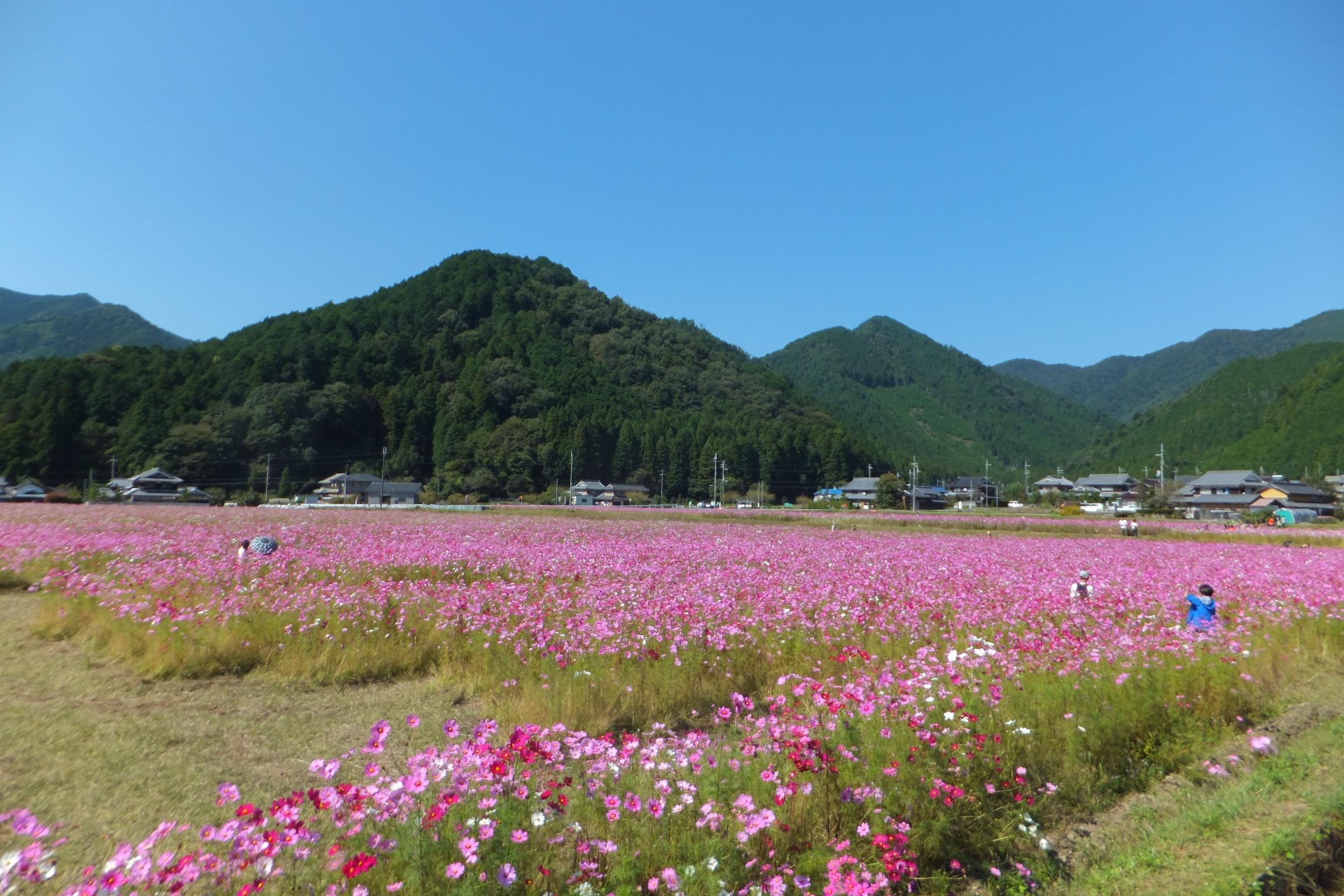
当畑で彩られるコスモス

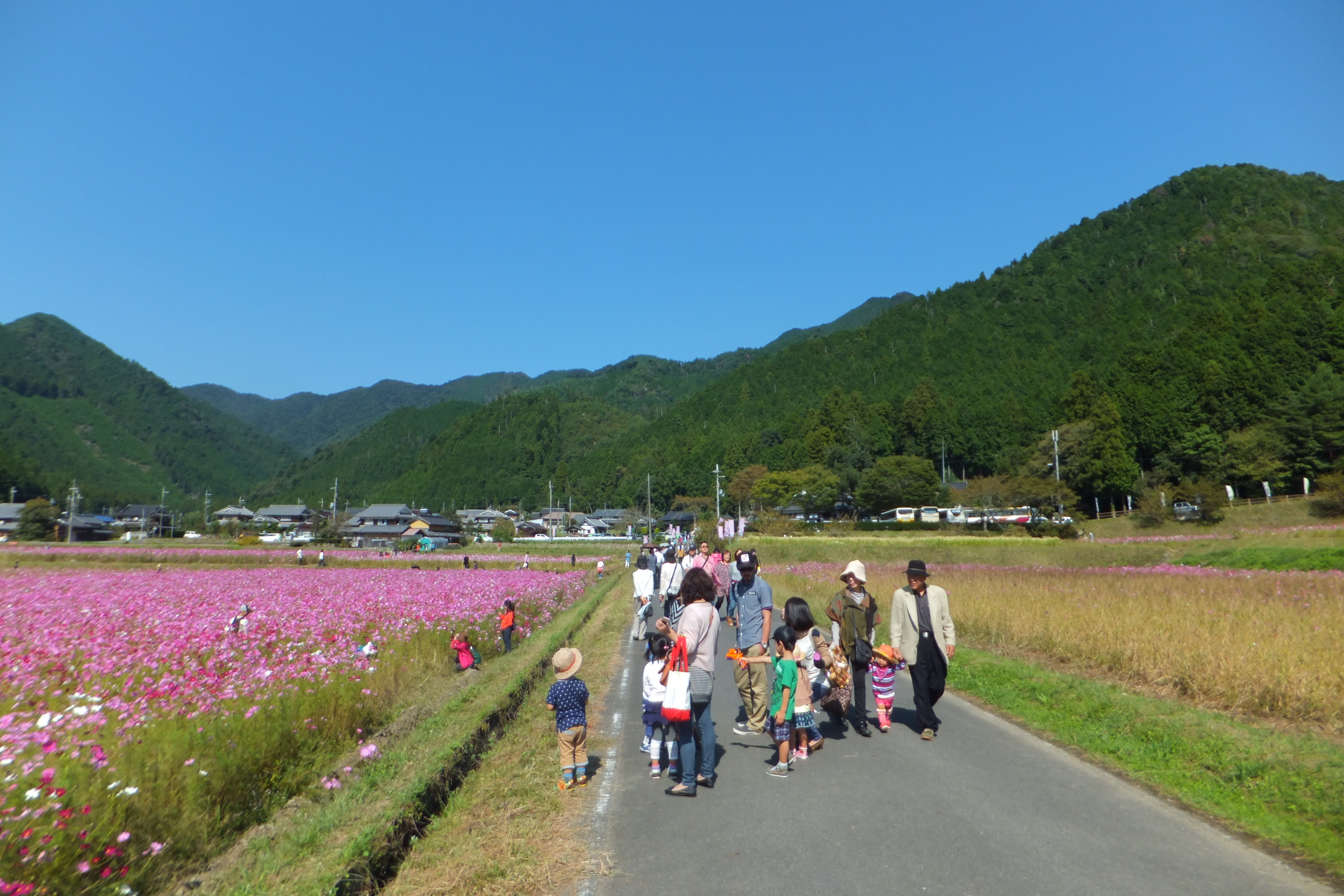
見物する観光客

- 兵庫県丹波市氷上町清住にある達身寺の門前に広がる農地である約24haを3回に分けて転収作しているうちの約7haの休耕田に1990年から景観作物を目的として栽培し、1992年からカタクリの群生地であることが発見されたことから観光地として整備されている。現在は土地の所有者が20年間無償で貸与し、奨励金を活用しながら自治会が運営をしている。[3][4]毎年10月上旬から中旬頃になるとコスモス畑が田圃の一面に沿って一面に彩られる。同時に当時期にはヒガンバナも彩られる。[1][2][5]

## 歴史
- 1990年（平成2年） - 景観作物としてコスモスの栽培を開始する。[3]
- 1992年（平成4年） - カタクリの群生地であることが発見されたために観光地化される。[3]

## 園内概要
- 休耕田を利用している関係で3回に分けて転収作している影響で3年に一度同じ場所にコスモスが植えられている。[3][6]丹波市の広報誌である広報たんばでは秋の風物詩と紹介されている。[7]

### 開花している花
- コスモス
  - イエローキャンパス[2]
  - オレンジキャンパス[2]
  - シーシェルミックス[2]
  - アフタヌーンホワイト[2]
- ヒガンバナ

### 時期
- 毎年9月下旬から10月中旬（但しコスモス園は開花期のみでありかつ無休であり、コスモスの種子購入費の捻出のために有料である）[1][2][3][6][6]

### イベント

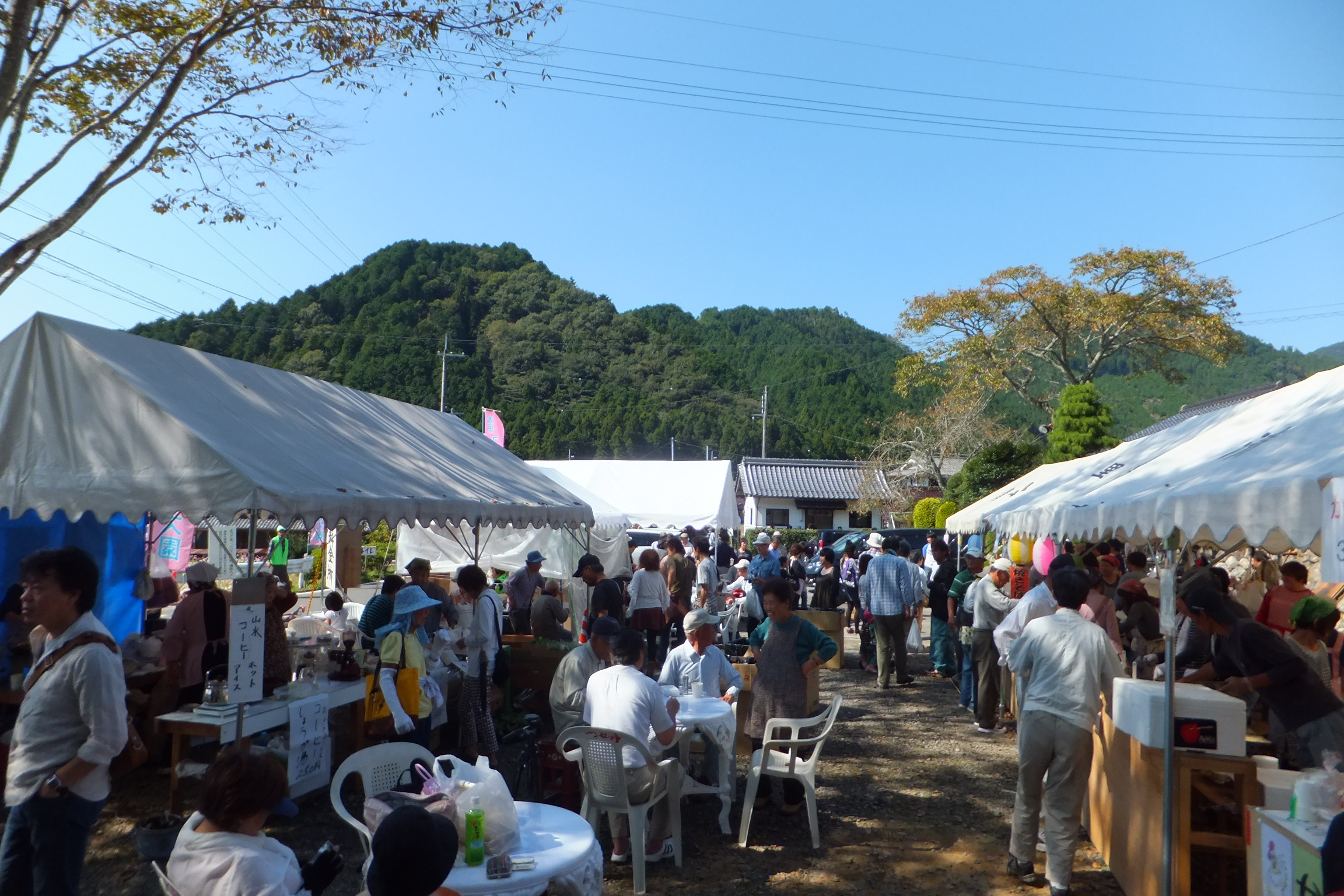
清住コスモス祭りの様子
2013年10月14日撮影

- 清住コスモスまつりとして清住実行委員会が班を決めて3年に一度ローテーションで開花時期に運営し、催されており、2010年には入場者数が約2万2000人であり、[3]2011年はキクイムシの発生の影響で中止になった。[6]2013年には10月14日に開催され、丹波市の特産物の販売と氷上町清住地域の実行委員会が運営する屋台が出店し、餅つきをする。 [8][3][5]

| 開催年月日              | 備考 |
| ----------------------- | --- |
| 2009年（中止）          | 初の中止 |
| 2010年10月11日          | |
| 2011年（中止）          | キクイムシの大量発生によるコスモスの不作であり、当初は10月10日と10月16日に開催予定であった。 中止したことにより、例年は有料で開放していたが、無料で開放する措置をとった。 |
| 2012年10月8日・10月14日 | |
| 2013年10月14日          | |

## アクセス
- 西日本旅客鉄道福知山線石生駅から神姫バス成松方面行き「成松北町」から自動車で約5分[1][2]